# Saint-Cirgues-en-Montagne
Saint-Cirgues-en-Montagne är en kommun i departementet Ardèche i regionen Auvergne-Rhône-Alpes i sydöstra Frankrike. Kommunen ligger  i kantonen Montpezat-sous-Bauzon som ligger i arrondissementet Largentière. År 2022 hade Saint-Cirgues-en-Montagne 215 invånare.

## Befolkningsutveckling
Antalet invånare i kommunen Saint-Cirgues-en-Montagne
Referens: INSEE